# Gwido da Velate
Gwido da Velate, również Guido,  Guy lub Wido, wł. Guido da Velate (zm. 23 sierpnia 1071) – dostojnik kościelny, arcybiskup Mediolanu (1045-1069) i Rzymu, święty Kościoła katolickiego.
Został obrany przez cesarza Henryka III arcybiskupem Mediolanu w 1045 roku. Jego wybór pozostaje w ścisłym związku z powstaniem ruchu religijnego nazwanego patarią – elekcja spowodowała protest, którego głównymi przedstawicielami byli diakon Arialdo z Carimate i subdiakon Landolfo Cotta. Gwido namawiany przez papieża Stefana IX zwołał synod w Fontaneto (Novara) i wezwał Arialda i Landolfa. Wezwani nie stawili się i zostali ekskomunikowani. Kuria wysłała do Mediolanu wizytatorów apostolskich w osobach Anzelma di Baggio (późniejszego papieża), biskupa Lukki i Hildebranda z Soany, a ci – zamiast potępić patarenów – wezwali mediolańczyków do kontynuacji dzieła oczyszczenia Kościoła. Gwido nadal prowadził spór z kurią, a nowo obrany papież Mikołaj II wysłał do Mediolanu kolejną misję, której przewodniczyli Piotr Damiani i Anzelmo di Baggio. W wyniku rozmów Gwido zaakceptował program reform oraz uznał swoją konsekrację przez Henryka III za nieważną.
Na soborze w Rzymie w 1060 został wyświęcony na arcybiskupa Rzymu przez Mikołaja II. Zwycięstwo patarii zostało jeszcze potwierdzone przez wybór Anzelma da Baggio na papieża w 1061 roku. Gwido poparł jednak biskupa Parmy Piotra Cadalusa wybranego na antypapieża jako Honoriusza II. W Mediolanie po śmierci Landolfo Cotty na jego miejscu stanął brat Erlembaldo, który – gdy wypędzono z miasta i zamordowano Arialda w 1066 roku – wszczął wojnę domową. Gwido, mimo że popierany przez część szlachty został wypędzony. W 1067 roku za nagrodą pieniężną zrzekł się urzędu proponując cesarzowi Henrykowi IV kandydaturę subdiakona Godfryda da Castiglione (pataria przeciwstawiła mu kandydaturę Attona). Przekonany wkrótce przez papieża Aleksandra II Gwido powrócił na swój urząd.
Jego wspomnienie liturgiczne obchodzone jest 23 sierpnia.